# Heather Hemmens
Heather Hemmens (Maine, Estados Unidos; 10 de julio de 1988) es una actriz, productora y directora de cine. 
De padre estadounidense con ascendencia inglesa y madre jamaiquina nacida en Costa Rica, Heather creció en los bosques de Maine. Comenzó a actuar en teatro siendo niña, lo que la condujo a ganar una beca en una prestigiosa escuela de arte. Luego de su graduación, se mudó a Los Ángeles para comenzar su carrera en la actuación.
Su primer trabajo fue una breve aparición en la comedia musical Pop Rocks, filmada especialmente para la televisión. Al año siguiente consiguió otro pequeño papel en el largometraje Dos chalados y muchas curvas (2005), versión fílmica de la popular serie televisiva The Dukes of Hazzard.
Su carrera continuó con los filmes Camino a la gloria (2006), protagonizado por Josh Lucas; The Candy Shop (2008); Road to the Altar (2009) y el cortometraje Perils of an Active Mind (2010), del cual fue también directora y coprotagonista. 
Actualmente Heather tiene el rol protagónico de Alice Verdura en la serie de The CW Hellcats; y con anterioridad fue artista invitada en las series CSI: Nueva York, CSI: Miami y Without a Trace. 
Entrenada en artes marciales desde pequeña, Heather es cinturón negro en esta disciplina; reside en la ciudad de Los Ángeles y en su tiempo libre se dedica a la pintura.

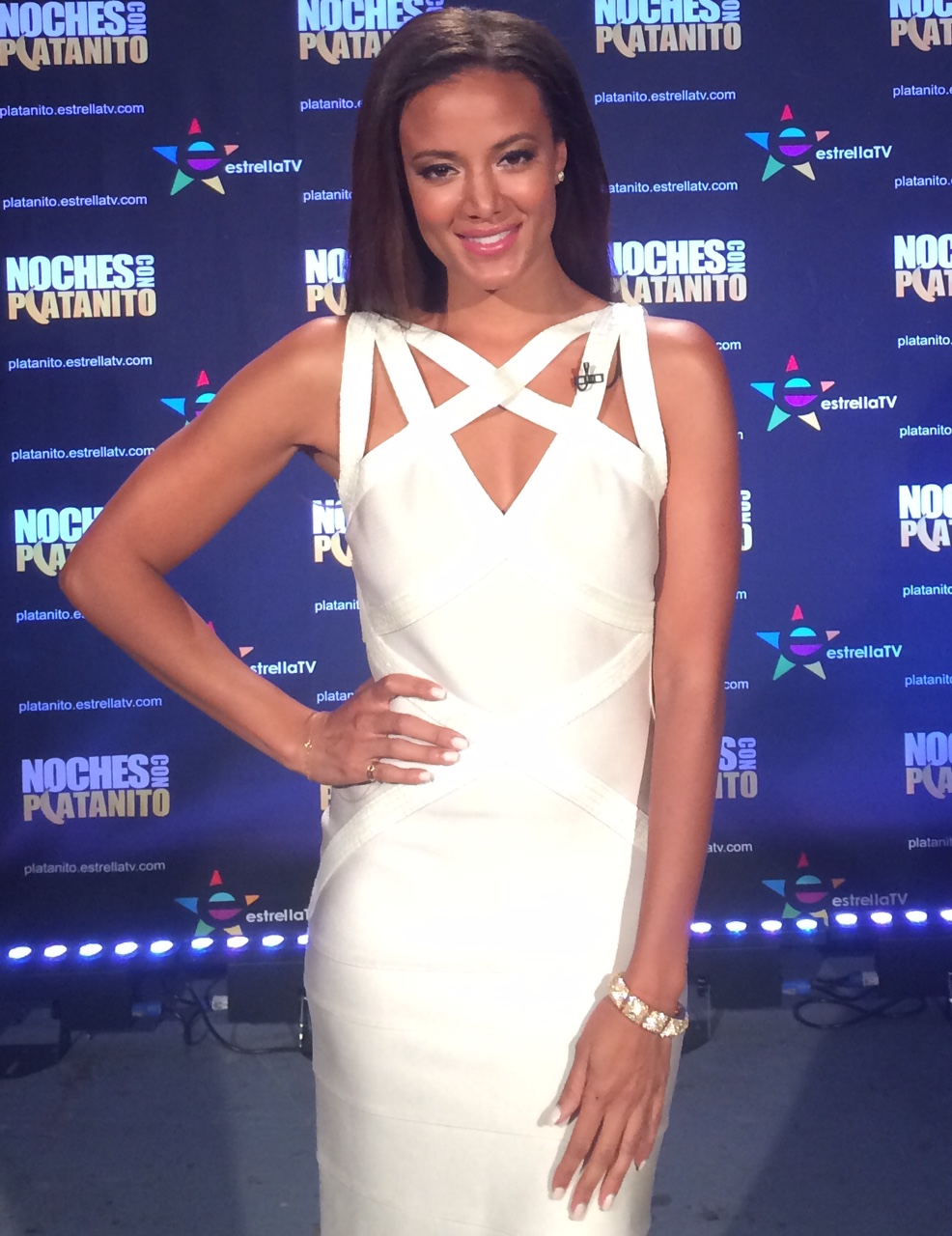
Heather Hemmens, en un evento de caridad.

Fue contratada para interpretar a Maggie en la quinta temporada de The Vampire Diaries.

## Obra

### Filmografía y Televisión
| Año  | Título                   | Rol                  | Notas                                  |
| ---- | ------------------------ | -------------------- | -------------------------------------- |
| 2005 | The Dukes of Hazzard     | Niña No. 1           |                                        |
| 2006 | Camino a la gloria       | Una latina           |                                        |
| 2008 | The Candy Shop           | Yanni                |                                        |
| 2009 | Road to the Altar        | Z                    |                                        |
| 2010 | Perils of an Active Mind | Kim                  | Cortometraje; y directora y productora |
| 2010 | Designated               |                      | Cortometraje; y directora y productora |
| 2011 | 3 Mosqueteros            | Alexandra D'Artagnan | Película directa a video               |
| 2012 | Complicity               | Kimberly             |                                        |

| Año           |  |  | Título                      | Rol               | Notas                                             |
| ------------- |  |  | --------------------------- | ----------------- | ------------------------------------------------- |
| 2004          |  |  | Pop Rocks                   | Grupí No. 1       | Telefilme                                         |
| 2006          |  |  | CSI: Nueva York             | Paris Brooks      | Episodio: "Murder Sings the Blues"                |
| 2007          |  |  | CSI: Miami                  | Stephanie Bennett | Episodio: "Dangerous Son"                         |
| 2007          |  |  | Sin rastro                  | Freddy            | Episodio: "Clean Up"                              |
| 2010–2011     |  |  | Hellcats                    | Alice Verdura     | Elenco regular, 22 episodios                      |
| 2012          |  |  | Rise of the Zombies         | Ashley            | Telefilme                                         |
| 2013          |  |  | The Haves and the Have Nots | Darcy             | Episodio: "Angry Sex"                             |
| 2013          |  |  | Grey's Anatomy              | Sasha             | Episodios: "Seal Our Fate" & "I Want You With Me" |
| 2014          |  |  | The Vampire Diaries         | Maggie James      | Episodios: "Resident Evil" & "Man on Fire"        |
| 2014          |  |  | Reckless                    | Brenda            | Episodio piloto                                   |
| 2014–present  |  |  | If Loving You Is Wrong      | Marcie            | Serie regular                                     |
| 2018          |  |  | Yelloswstone                | Melody Prescott   | Personaje recurrente                              |
| 2019–presente |  |  | Roswell, New Mexico         | Maria DeLuca      | Elenco principal                                  |